# Parroquia rural (Asturias)
Se denomina parroquia rural a las entidades de ámbito territorial inferior al concejo del Principado de Asturias, España, que gozan de personalidad jurídica propia distinta al concejo (municipio) al que pertenecen.
El artículo 6.2 del Estatuto de Autonomía de Asturias reconoce dicha personalidad jurídica de la parroquia rural como «como forma tradicional de convivencia y asentamiento de la población asturiana». Así mismo, el artículo 11 de dicho Estatuto reconoce las competencias del Principado de Asturias en materia de Régimen Local. Dentro de la misma, según el artículo 45 de la Ley 7/1985, de 2 de abril, Reguladora de las Bases del Régimen Local, las comunidades autónomas pueden dictar leyes para regular las entidades de ámbito territorial inferior al municipio, para la administración descentralizada de núcleos de población separados, bajo su denominación tradicional. 
En virtud de lo anterior, la Junta General del Principado de Asturias aprobó la Ley 11/1986, de 20 de noviembre, por la que se reconoce la personalidad jurídica de la parroquia rural. Dicha ley recoge, entre otros, los aspectos relativos al procedimiento de reconocimiento de las parroquias rurales, sus competencias, el régimen orgánico y funcional de las mismas y sus recursos. En la actualidad existen  39 parroquias rurales reconocidas.

## Reconocimiento
Como condición necesaria para el reconocimiento de una parroquia rural es precisa la «existencia de un núcleo vecinal definido, separado de los que se integran en el concejo, en el que concurran intereses propios, distintos de los generales de la entidad municipal, o el disfrute comunitario de bienes patrimoniales no municipales».
Además es necesario que concurra la condición de «rural», posibilidad que no puede ostentar ni la capital del concejo, ni «aquellos grupos de población, delimitados o no a efectos urbanísticos, que formen núcleo compacto de edificaciones consolidadas, de características, volumetría y altura típicamente urbanas y con predominio distinto de sectores productivos de los de agricultura, ganadería y demás que configuren y tipifiquen, sobre la base del cultivo de la tierra, el hábitat rural».
La iniciativa de creación corresponde a los vecinos de la población o al ayuntamiento al que pertenezca aquella y debe ser aprobada por el Consejo de Gobierno del Principado de Asturias.

## Competencias
Las parroquias rurales tienen plena capacidad para la organización de su comunidad y la gestión y administración de sus bienes, además de todas aquellas que el concejo al que pertenecen o el Gobierno del Principado de Asturias le deleguen.

## Régimen orgánico y funcional
La parroquia se rige por un Presidente y una Junta. El presidente cumple funciones similares a las de un alcalde dentro de la parroquia y la Junta las de un pleno municipal. La Junta estará compuesta por un número no inferior a dos ni superior al tercio de concejales previstos en el municipio del que formen parte, elegidos según los resultados de las elecciones municipales para ese distrito electoral. El presidente es elegido de forma directa por los vecinos. En ambos casos, el mandato es de cuatro años.